# The Civil Wars
The Civil Wars waren ein US-amerikanisches Country-Folk-Duo aus Nashville, das in ihrer Karriere ein Nummer-eins-Album hatte und mit vier Grammy Awards ausgezeichnet wurde.

## Geschichte
Civil Wars bestand aus dem aus Alabama stammenden Sänger und Gitarristen John Paul White und der Sängerin Joy Williams. Die Kalifornierin hatte Mitte der 2000er im Bereich der christlichen Popmusik bereits einige Erfolge mit mehreren Soloalben. Sie lernten sich 2008 in Nashville bei gemeinsamen Songwriting-Arbeiten für andere Künstler kennen. 2009 veröffentlichten die beiden ihr erstes Livealbum Live at Eddie’s Attic, den Mitschnitt eines Auftritts in Eddie’s Attic, Decatur, als kostenlosen Download. Später folgte ihre erste EP Poison & Wine. Der Titelsong wurde in einer Folge von Grey’s Anatomy verwendet. Im Jahr darauf nahmen sie mit dem bekannten Produzenten Charlie Peacock ihr Debütalbum auf.
Barton Hollow erschien Anfang 2011 und brachte dem Duo sofort den Durchbruch. Es stieg auf Platz 12 der Billboard 200 ein und war auf Platz 1 der Downloadcharts. Bei den Grammy Awards 2012 wurde es als bestes Folkalbum ausgezeichnet. Eine zweite Trophäe bekamen Williams und White für den Titelsong als beste Countrydarbietung. Die beiden sangen auch live bei der Verleihungsveranstaltung.
2011 trat das Duo als Vorband der britischen Sängerin Adele bei deren Tour zum Album 21 auf. Im Jahr darauf hatten sie zusammen mit der Countrysängerin Taylor Swift den Singlehit Safe & Sound. Ihren dritten Grammy Award bekamen sie 2013 in der Rubrik 'Best Song Written For Visual Media' für den Song Safe & Sound, der auch nominiert wurde für einen Golden Globe.
Ihr zweites Album mit dem Bandnamen als Titel erschien im Sommer 2013. Es erreichte Platz eins der US-Charts und konnte sich unter anderem auch in Deutschland und der Schweiz in den Charts platzieren. Ihren vierten Grammy bekamen die beiden Musiker 2014 für den Song From This Valley aus dem Album.
Bereits vor Erscheinen des Albums hatten die beiden Musiker eine unbestimmte Auszeit angekündigt, Anfang August 2014 gaben beide bekannt, dass sie sich als Duo endgültig auflösen. Grund waren nicht näher erläuterte unüberbrückbare Meinungsverschiedenheiten.

## Diskografie

### Studioalben
| Jahr | Titel          | Höchstplatzierung, Gesamtwochen, AuszeichnungChartplatzierungen (Jahr, Titel, Platzierungen, Wochen, Auszeichnungen, Anmerkungen) | Höchstplatzierung, Gesamtwochen, AuszeichnungChartplatzierungen (Jahr, Titel, Platzierungen, Wochen, Auszeichnungen, Anmerkungen) | Höchstplatzierung, Gesamtwochen, AuszeichnungChartplatzierungen (Jahr, Titel, Platzierungen, Wochen, Auszeichnungen, Anmerkungen) | Höchstplatzierung, Gesamtwochen, AuszeichnungChartplatzierungen (Jahr, Titel, Platzierungen, Wochen, Auszeichnungen, Anmerkungen) | Anmerkungen                           |
| Jahr | Titel          | DE | CH | UK | US | Anmerkungen                           |
| ---- | -------------- | --- | --- | --- | --- | ------------------------------------- |
| 2011 | Barton Hollow  | — | — | UK13 Gold · (13 Wo.)UK | US10 Gold · (76 Wo.)US | Erstveröffentlichung: 1. Februar 2011 |
| 2013 | The Civil Wars | DE93 (1 Wo.)DE | CH37 (1 Wo.)CH | UK2 (5 Wo.)UK | US1 Gold · (4 Wo.)US | Erstveröffentlichung: 6. August 2013  |

### Livealben
| Jahr | Titel            | Höchstplatzierung, Gesamtwochen, AuszeichnungChartsChartplatzierungen (Jahr, Titel, Platzierungen, Wochen, Auszeichnungen, Anmerkungen) | Anmerkungen                           |
| Jahr | Titel            | US | Anmerkungen                           |
| ---- | ---------------- | --- | ------------------------------------- |
| 2013 | Unplugged on VH1 | US34 (1 Wo.)US | Erstveröffentlichung: 15. Januar 2013 |

Weitere Livealben
- 2009: Live at Eddie's Attic
- 2011: iTunes Live: SXSW
- 2012: Live @ Sundance
- 2012: Live at Amoeba

### EPs
| Jahr | Titel            | Höchstplatzierung, Gesamtwochen, AuszeichnungChartsChartplatzierungen (Jahr, Titel, Platzierungen, Wochen, Auszeichnungen, Anmerkungen) | Anmerkungen                             |
| Jahr | Titel            | US | Anmerkungen                             |
| ---- | ---------------- | --- | --------------------------------------- |
| 2013 | Bare Bones EP    | US148 (1 Wo.)US | Erstveröffentlichung: 29. November 2013 |
| 2014 | Between the Bars | US60 (1 Wo.)US | Erstveröffentlichung: 7. Februar 2014   |

Weitere EPs
- 2009: Poison & Wine
- 2013: To Be Determined

### Singles
| Jahr | Titel Album                                                    | Höchstplatzierung, Gesamtwochen, AuszeichnungChartplatzierungen (Jahr, Titel, Album, Platzierungen, Wochen, Auszeichnungen, Anmerkungen) | Höchstplatzierung, Gesamtwochen, AuszeichnungChartplatzierungen (Jahr, Titel, Album, Platzierungen, Wochen, Auszeichnungen, Anmerkungen) | Anmerkungen                                                                                      |
| Jahr | Titel Album                                                    | UK | US | Anmerkungen                                                                                      |
| ---- | -------------------------------------------------------------- | --- | --- | ------------------------------------------------------------------------------------------------ |
| 2011 | Safe & Sound Die Tribute von Panem – The Hunger Games (O.S.T.) | UK67 Silber · (3 Wo.)UK | US30 ×2Doppelplatin · (17 Wo.)US | Erstveröffentlichung: 26. Dezember 2011 Verkäufe: + 2.385.000; Taylor Swift feat. The Civil Wars |

Weitere Singles
- 2009: Poison and Wine
- 2011: Barton Hollow
- 2011: Dance Me to the End of Love
- 2011: Birds of a Feather (Live)
- 2012: Billie Jean
- 2012: Kingdom Come
- 2012: Lily Love (The Chieftains feat. The Civil Wars)
- 2013: The One That Got Away
- 2013: Dust to Dust